# Blanka av Bourbon
Blanka av Bourbon, född 1339, död 1361, var en drottning av Kastilien, gift med Peter I av Kastilien.

## Biografi
Blanka var dotter till den franska vasallmonarken Peter I av Bourbon och Isabelle av Valois och kusin till Johan II av Frankrike.
Äktenskapet arrangerades för att skapa en allians med Frankrike. Peter ska möjligen ha varit gift med sin mätress Maria de Padilla redan före vigseln med Blanka. Tre dagar efter vigseln övergav Peter Blanka för Padilla.
Blanka blev så småningom fängslad i slottet Arevalo. Johan II bad påven Innocentius VI bannlysa Peter för detta, men utan framgång.
Blanka mördades 1361, enligt legenden av Peters bågskytte eller av gift.